# Kerria lacca
Kerria lacca es un insecto de la familia Kerriidae, las cochinillas laca. Pertenece a la superfamilia Coccoidea, de insectos-escama o cochinillas. Esta especie es la cochinilla laca comercialmente más importante, fuente principal de un exudado que puede refinarse en goma laca y otros productos. Este organismo es originario de Asia.

## Biología
K. lacca también produce un tinte y una cera como secreciones naturales. El ciclo de vida de esta cochinilla comienza con el primer estadio larval, en el cual los especímenes son conocidos coloquialmente como «gusanos», aunque ello es incorrecto desde un punto de vista taxonómico. Las larvas reptan en esta etapa a lo largo de las ramas de las plantas anfitrionas y se alimentan del floema. Perforan las ramas para alcanzar el floema, cubriendo los agujeros con secreciones cerosas. Asimismo produce un tinte rojo, que en el tinte-laca según el mordiente utilizado varía desde el rojo púrpura al marrón, pasando por el naranja, utilizado tradicionalmente para teñir lana o seda y que también se utilizó como colorante alimentario. El tinte se origina en la hemolinfa del insecto, un fluido análogo a nuestra sangre. Otras especies de la misma superfamilia producen colorantes análogos, como el carmín de quermes, producido por Kermes vermilio, utilizado en la tinción de textiles o el rojo carmín, producido por Dactylopius coccus, usado en la industria alimentaria, en la textil o en la cosmética, en este último caso en la producción de lápices de labios.
Más de 400 plantas anfitrionas han sido descritas. Tres de ellas son las preferentemente usadas en la cría del insecto: palas (Butea monosperma), kusum (Schleichera oleosa), y ber (Ziziphus mauritiana).
Existen al menos dos variedades del insecto que se diferencian por su ciclo de vida y por sus preferencias en cuanto a la especie vegetal anfitriona.

## Ecología
Los enemigos naturales de esta especie incluyen varios parasitoides, como avispas parasitoides de la especie Tachardiaephagus tachardiae y Coccophagus tschirchii o depredadores como las polillas Eublemma roseonivia y Holcocera pulverea. Estas polillas representan un problema de producción del insecto en la India.
Estos insectos, así como varios tipos de hongos patógenos, forman parte de redes tróficas con importancia en la biodiversidad local.
K. lacca ha sido referido como plaga. Como se ha dicho, es criado sobre el ber, jujube o ciruelo indio (Ziziphus mauritania), que también es cultivado por su fruto. K. lacca, en ocasiones, invade el cultivo y merma la producción de la fruta.

## Economía
Millones de personas participan directa o indirectamente en la producción de estos insectos. Al menos un 50 % de la producción de la laca tiene su origen en la India, donde aproximadamente 20 000 toneladas métricas de laca en crudo es producida anualmente. Es un producto versátil, con una amplia gama aplicaciones y que desencadena una intensa actividad industrial en las zonas de producción, que proporcionan recursos económicos para las tribus rurales. En Vietnam, la introducción de K. lacca ha desencadenado un repunte económico de pueblos de montaña empobrecidos y ha ayudado a repoblar zonas deforestadas. La demanda de este recurso, todavía intensa, se ha venido reduciendo en los últimos años, mermando la viabilidad económica de la cría de la cochinilla de laca.
Mientras K. lacca es la especie más ampliamente criada en Asia, K. yunnanensis es más extensamente utilizada en China.

## Usos

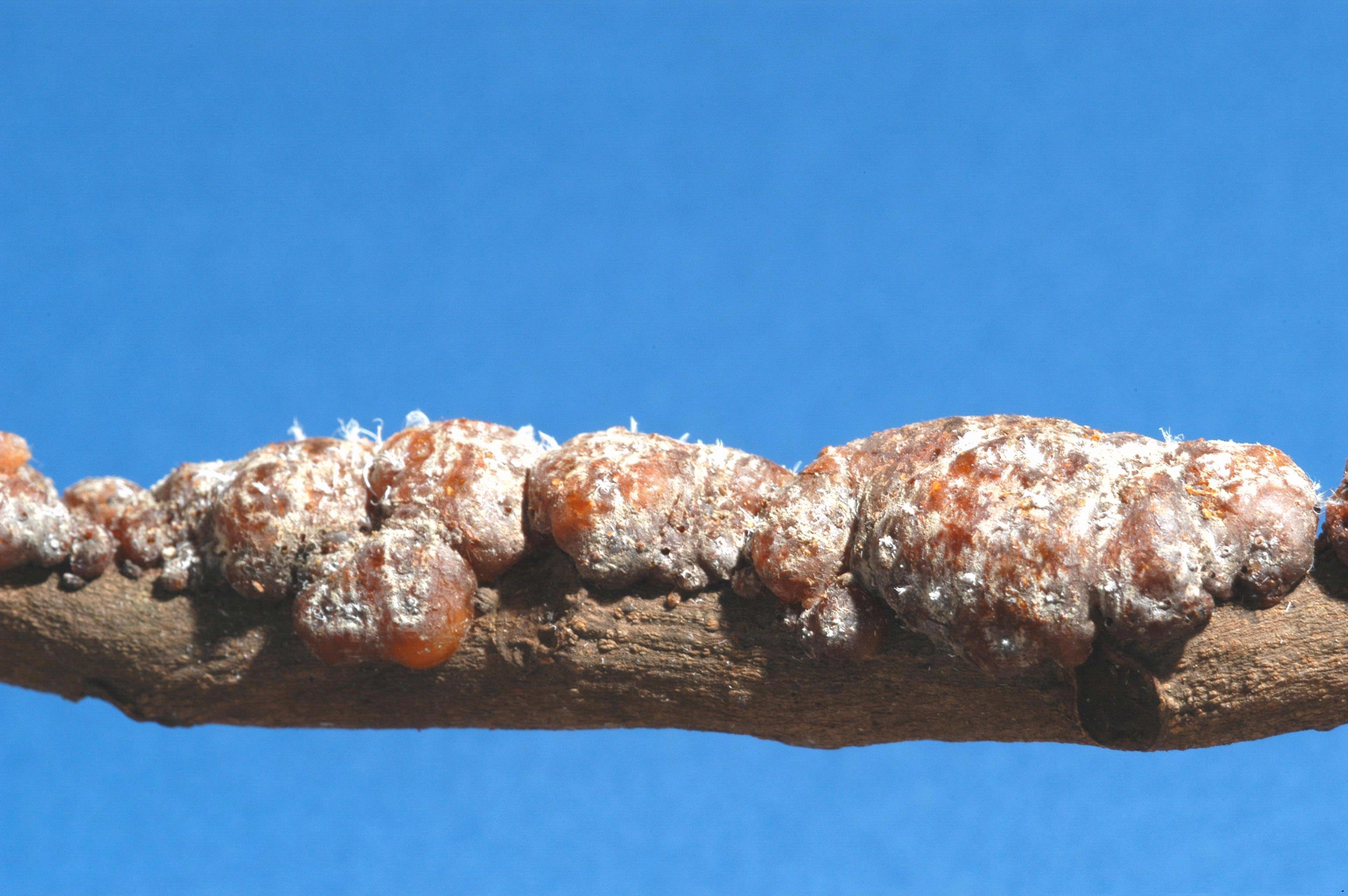
La cochinilla en una rama

### Tinte laca
El tinte es una mezcla de derivados de antraquinonas. La cochinilla de laca se presenta en diversos colores, entre los cuales se hallan el carmesí o el amarillo. El color del insecto se hereda como un carácter gobernado por un único gen, siendo el carmesí dominante sobre el amarillo. El insecto de tipo salvaje posee el color de cuerpo carmesí debido a la presencia de un complejo hidrosoluble de polihidroxi-antraquinona, conocido como tinte laca. Además de su uso alimentario y cosmético, estas antraquinonas también exhiben muchas propiedades farmacéuticas, incluyendo potencial antibiótico, antiviral y antinutritivo. Un estudio reciente ha mostrado que el componente de antraquinona del tinte laca también posee efectos antineopásicos o anticancerígenos
Se ha propuesto que la cochinilla laca utiliza la ruta de los policétidos catalizada por la policétido sintasa para producir ácido laccaico, una molécula precursora en la biosíntesis de otros constituyentes del pigmento.
Se ha utilizado como tinte para lana o seda, así como colorante en la industria alimentaria, para alimentos y bebidas.

### Cera laca
Se trata de una mezcla de alcoholes, ácidos y sus ésteres. Se utiliza en confitería e industria alimentaria, en la industria farmacéutica, como acabado brillante de pastillas; en lápices de cera, lápices de labios y como pulimento y acabado en automoción, zapatos o suelos.

### Goma laca
La goma laca o shellac es la única resina comercial de origen animal y es un polímero natural, atóxico y comestible. Está autorizado en la Unión Europea como aditivo alimentario con el número E 904. Está hecho de hidroxiácidos grasos, principalmente ácido aleurítico (9,10,16- ácido trihidroxihexadecanoico), y ácidos hidroxisesquiterpénicos. Un estudio reciente ha propuesto que las posibles rutas biosintéticas para los constituyentes de la resina laca utilizan acetil-CoA como molécula precursora común, sugiriendo la participación de preniltransferasas en el biosíntesis de los sesquiterpenos junto con el citocromo P450. Se comercializa tanto natural como decolorada y desencerada.
Sus usos son amplísimos:
- Recubrimiento de frutas, mazapanes, chocolate, dulces, chicle. También es usado como adherente para tintas de estampado alimentario, como la de los huevos o en quesos, cáscara de huevos cocidos, café en grano, productos de aperitivo, frutos secos, etc.[15]
- Utilizado en mascarillas, lacas de uñas, acondicionadores de cabello, aditivo para champú, microencapsulado de perfumes.
- Utilizado como recubrimiento entérico de medicamentos.
- En fotografía, litografía, discos de gramófono, joyería, juguetería, piel de imitación, etc.
- Cera de sellado.
- En pirotecnia.
- Acabado de maderas.
- En electrónica como aislante o adhesivo.

### Ácido aleurítico
El ácido aleurítico (9, 10, 16-ácido trihidroxipalmítico), el cual se obtiene de la goma laca por saponificación. Se presenta como un polvo o granulado blanco.
Se utiliza en la industria cosmética y farmacéutica como precursor de la civetona, ambrettolide e isoambrettolide, todas ellas sustancias de olor semejante al almizcle. Existe una gran demanda de las mismas en perfumería. Asimismo se utiliza en la producción de lacas, plásticos y fibras.